# Megil d'Acragant
Megil o Megel (en grec antic: Μέγιλλος o Μέγελλος, llatí: Megillus o Megellus) fou un colonitzador d'Acragant natural d'Èlea, que sota el patrocini de Timoleont va recolonitzar la ciutat, cap al 338 aC, juntament amb els ciutadans que encara quedaven. Aquest va ser el primer assaig de repoblar i restaurar la ciutat després de ser destruïda pels cartaginesos l'any 406 aC, com informa Diodor de Sicília.